# Замок в Рокантишкесе
Замок в Рокантишкесе (лит. Rokantiškių pilis) - разрушенный замок, расположенный в Новой Вильне.

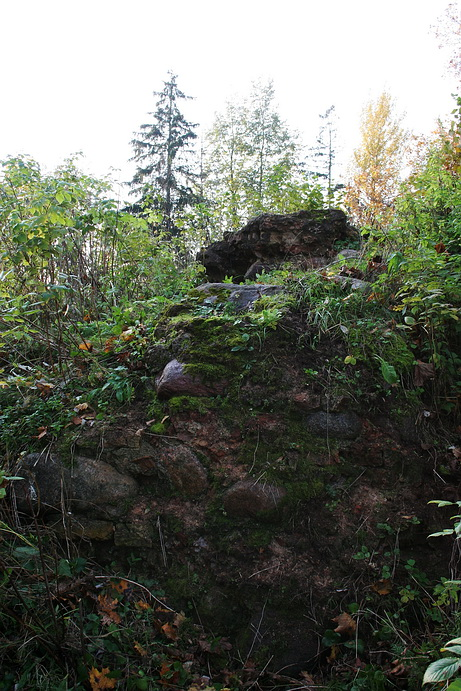
Руины замка в Рокантишкесе

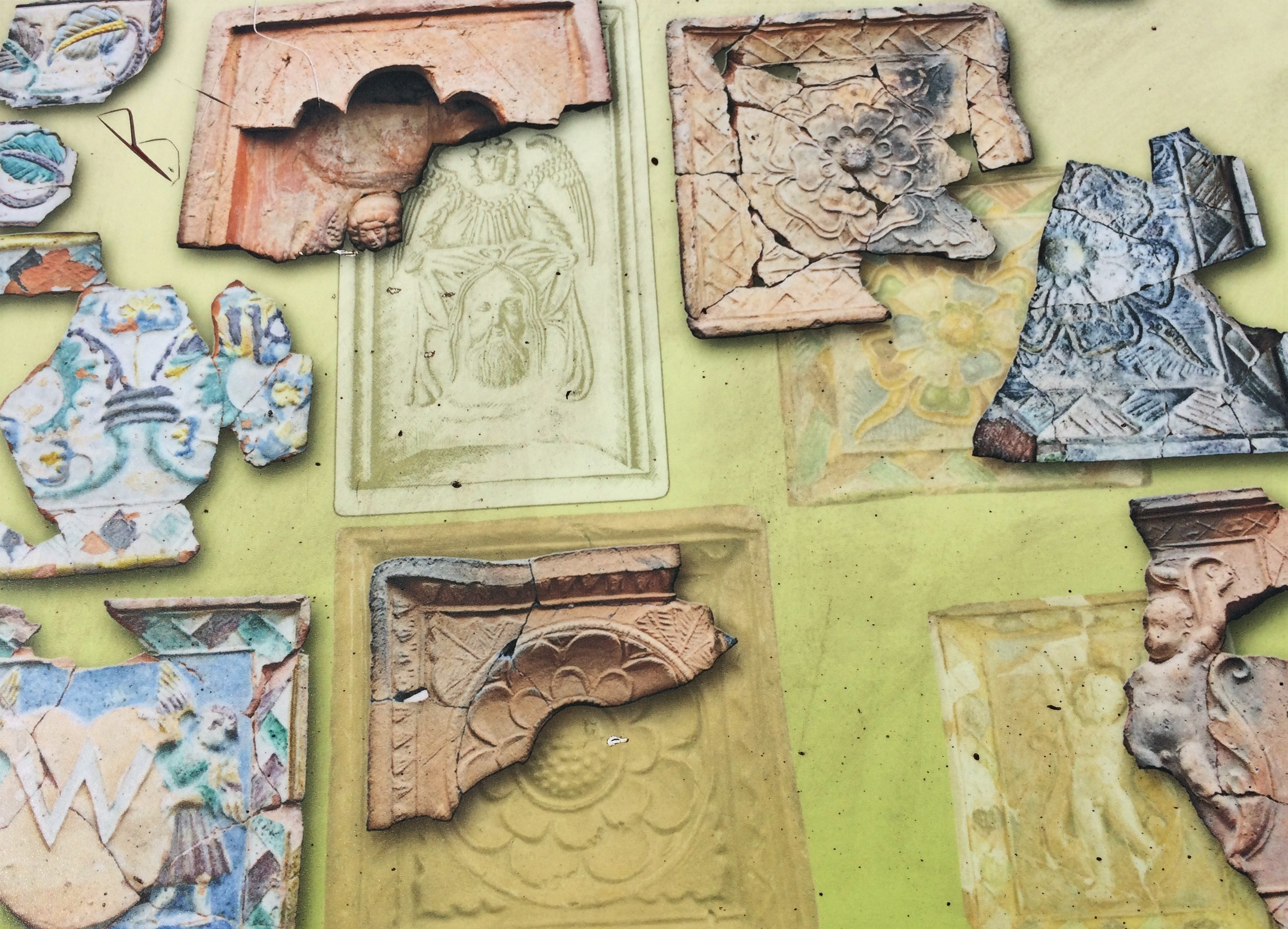
Археологические находки замка

Замок располагался к востоку от Вильнюса на высоком холме у реки Вильни. Впервые замок был построен в XII веке. В XVI веке он был перестроен в стиле Возрождения и служил резиденцией рода Ольшанских. Здесь жили Александр Ольшанский, Юрий Ольшанский и последний член семьи - Павел Ольшанский. После его смерти замок унаследовала Бона Сфорца, а затем род Пак. 15 июля 1636 года в этом замке состоялась встреча канцлера великой короны Стефана Паца с королём польским и великим князем литовским Владиславом IV.
Замок был сожжен казаками 7 августа 1655 года во время русско-польской войны и превратился в руины. Сегодня в Вильнюсе сохранились только руины этого средневекового замка.